# 赤麻
赤麻（学名：Boehmeria silvestrii）为荨麻科苎麻属下的一个种。

## 扩展阅读
- 維基物種上的相關：赤麻